# Glyptocidaris
Glyptocidaris is een geslacht van zee-egels, en het typegeslacht van de familie Glyptocidaridae. De wetenschappelijke naam van het geslacht werd in 1864 voorgesteld door Alexander Agassiz.

## Soorten
- Glyptocidaris crenularis A. Agassiz, 1864